# Malafide (strip)
Malafide is een Belgische stripreeks begonnen in juni 2011 met Nicolas Pona als schrijver en Jean-Marie Minguez als tekenaar.
De albums worden uitgegeven door de Belgische stripuitgeverij Le Lombard.

## Albums
1. Het bal (2011)
2. De liefde van een fee (2012)